# Pet Alien
Pet Alien (Untertitel: EinFall aus dem All) ist eine US-amerikanische computeranimierte Kinderserie. In der Serie geht es um den Jungen Tommy Cadle, welcher in einer Küstenstadt namens DeSprayBay an der Küste in einem Leuchtturm wohnt.

## Inhalt
Eines Nachts landet beim 13-jährigen Tommy ein Raumschiff mit Aliens. Diese ziehen bei ihm ein und stellen bald gemeinsam mit Tommy einigen Unsinn an. Häufig entstehen Missverständnisse, wenn die Aliens das Verhalten der Menschen falsch interpretieren.

## Figuren
- Tommy Cadle: Die Hauptfigur. Er trägt einen grünen Pullover und graue Shorts.
- Tommys Eltern: Sie treten nur indirekt über einen Lautsprecher in Erscheinung und ermahnen ihren Jungen regelmäßig.
- Dinko: Kleiner, grüner Außerirdischer, schlau und die Hauptfigur der Aliens.
- Gumpers: Ein Außerirdischer. Er ist ein Einfaltspinsel und bringt alle dadurch oft in Schwierigkeiten.
- Flip: Ein Außerirdischer. Als einzige der Figuren spricht Flip nicht, sondern macht nur durch Geräusche auf sich aufmerksam.
- Swanky: Ein Außerirdischer, ähnlich einer Ameise. Seine größte Angst ist, dass seine Zehennägel ungleich lang wachsen könnten. Er ist arrogant und unkooperativ und bringt die anderen dadurch regelmäßig in Schwierigkeiten.
- Scruffy: Ein außerirdisches Wesen; er ist das Haustier von Dinko.
- Gabby: Tommys Freundin – zumindest aus ihrer Sicht. Tommy will von ihr nichts wissen und muss ihren Annäherungsversuchen stets entkommen.
- Melba Manners: Unangenehmes Nachbarmädchen und eine Besserwisserin, die Tommy immer ärgert.
- Granville DeSpray: Tommys Erzfeind. Er ist in Melba Manners verliebt und denkt ständig, Tommy wolle sie ihm abspenstig machen.
- Clinton Filmore Jefferson XIII: Ein Junge, der sehr sportlich ist und der Tommy immer wissen lässt, wie unsportlich der doch sei.
- Captain Spangley: Eine Nebenfigur, ein wasserscheuer Kapitän, der den Kindern nutzlose Ratschläge erteilt.
- Go Getter: Ein Gefährt. Mit ihm landen die Aliens bei Tommy und nutzen es auch während ihres Aufenthaltes.

## Produktion und Veröffentlichung
Die Serie wurde 2005 unter Regisseur Andrew Young von Mike Young Productions produziert. Drehbuchautor war unter anderen Dan Danko. Taffy Entertainment vertrieb die Serie weltweit.
Die Erstausstrahlung der ersten Staffel erfolgte vom 23. Januar 2005 bis zum 26. Mai 2005 in den USA bei Cartoon Network. Später folgten bislang drei weitere Staffeln. Die deutsche Fassung wird seit 10. Februar 2006 beim KI.KA gezeigt. Die Serie wurde unter anderem auch in Großbritannien, Portugal, Italien und der Ukraine im Fernsehen gezeigt.

## Synchronisation
| Figur       | Englischer Sprecher | Deutscher Sprecher     |
| ----------- | ------------------- | ---------------------- |
| Dinko       | Charles Adler       | Hans-Jürgen Dittberner |
| Flip        | Charles Adler       | Gerald Schaale         |
| Gumpers     | Jess Harnell        | Detlef Bierstedt       |
| Swanky      | Jess Harnell        | Lutz Mackensy          |
| Granville   | Jess Harnell        | Rainer Fritzsche       |
| Gabby       | Candi Milo          | Tanja Geke             |
| Melba       | Candi Milo          | Rubina Nath            |
| Tommy Cadle | Charlie Schlatter   | Hannes Maurer          |

## Videospiel
Ein auf der Serie basierendes Puzzelvideospiel erschien im Juli 2007 für Nintendo DS in den USA. Es wurde von Shin'en Multimedia entwickelt und veröffentlicht von The Game Factory.

## Rezeption
2006 wurde Pet Alien für den Daytime Emmy Award in der Kategorie für außergewöhnliche animierte Sendungen nominiert.